# Seba bathybia
Seba bathybia is een vlokreeftensoort uit de familie van de Sebidae. De wetenschappelijke naam van de soort is voor het eerst geldig gepubliceerd in 2007 door Larsen.